# Hirpicium
Hirpicium là một chi thực vật có hoa trong họ Cúc (Asteraceae).

## Loài
Chi Hirpicium gồm các loài: